# Hennan Oflu

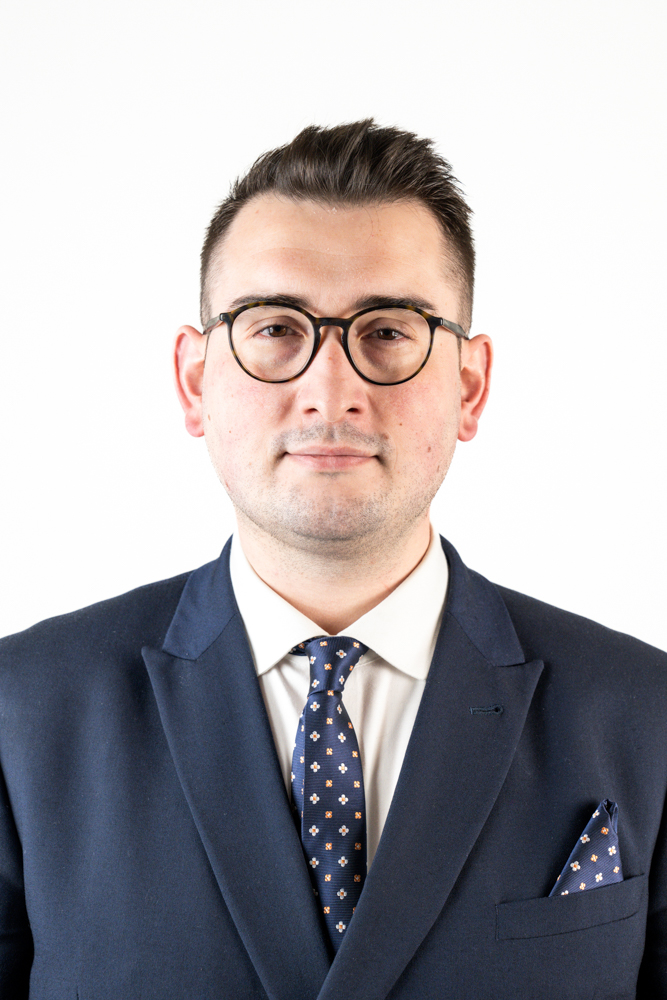
Hennan Oflu

Hennan Oflu (Sint-Joost-ten-Node, 31 maart 1993) is een Belgisch politicus voor de liberale MR.

## Biografie
Hennan Oflu is van Turkse afkomst en groeide op in Sint-Joost-ten-Node. Hij behaalde een master als industrieel ingenieur aan het Hoger Industrieel Instituut ISIB in Brussel en werd in 2019 professioneel industrieel elektronisch ingenieur. Van 2021 tot 2023 werkte hij als consultant-project manager bij het innovatie- en technisch adviesbureau Capgemini Engineering.
Hij engageerde zich tevens in de politiek, eerst in 2016 als coördinator van de jongerenafdeling van de Belgische afdeling van de UETD, de Europese vertakking van de rechts-conservatieve partij AKP van de Turkse president Recep Tayyip Erdogan.
Naar aanleiding van zijn verzet tegen het mobiliteitsplan Good Move, besloot Oflu zich voor de MR kandidaat te stellen bij de Brusselse gewestverkiezingen van juni 2024. Hij werd niet verkozen, maar werd in december 2024 alsnog lid van het Brussels Hoofdstedelijk Parlement ter vervanging van Vincent De Wolf, die zich vanwege de invoering van de integrale decumul van mandaten in het Brussels Gewest besloot toe te leggen op het burgemeesterschap van Etterbeek.